# Каро, Никодем
Никодем Каро (нем. Nikodem Caro; 23 мая 1871, Лодзь — 27 июня 1935, Рим) — немецкий учёный-химик и предприниматель. Доктор химии. Иностранный член-корреспондент Академии наук СССР (1925).

## Биография
Родился в известной еврейской семье, проживавшей в Польше и Верхней Силезии. После окончания школы в 1888, поступил на химический факультет Берлинского технического университета. С 1891 — химик технического колледжа в Берлин-Шарлоттенбург.
В следующем году получил докторскую степень в Ростокском университете, работал доцентом там же.
Разработанный им совместно с Адольфом Франком процесс производства цианистых соединений из карбидов был запатентован 31 марта 1895 года. С целью экономической эксплуатации и дальнейшего исследования цианамида, Каро совместно с Адольфом Франком основал компанию «Cyanidgesellschaft mbH». 
Разработки и продукция предприятия Каро-Франка способствовали производству боевых газов, используемых немецкими войсками во время Первой мировой войны. После войны стал первым президентом баварского химического предприятия «Bayerische Stickstoffwerke AG».
После прихода к власти фашистов в 1933 году Каро покинул Германию и эмигрировал через Швейцарию в Италию, где и умер в Риме в 1935 году. Похоронен в Цюрихе.

## Научная деятельность
Основные исследования в области получения карбида кальция и ацетилена, производство которых имело огромное значение для немецкой химической промышленности.
Предложил метод опробования карбида кальция (метод Каро), который в 1890-е годы стал официальным технологическим процессом Немецкого стандарта. В сотрудничестве с профессором Адольфом Франком в 1895 разработал метод фиксации азота его реакцией с карбидом кальция для получения цианамида кальция и предложил печи для производства цианамида (печи Франка — Каро), а также эксперименты по гидратации газа и газификации торфа.
Автор большого числа патентов, а также «Справочника по ацетилену» (1904) и других печатных трудов.
Известен трудами по каталитическому окислению аммиака, газификации торфа. Разработал цианамидный метод фиксации азота.